# Callicebus brunneus
Callicebus brunneus (Тіті коричневий) — вид широконосих мавп родини Сакієві (Pitheciidae).

## Поширення
Вид має, відносно, широке поширення. Мавпа зустрічається в департаменті Пандо на півночі Болівії, на північ від Ріо-Мадре-де-Діос в департаменті Бені, в південно-східному Перу, на заході Бразилії у штаті Рондонія (між річками Маморе, Мадейра і Їпарана).

## Спосіб життя
Callicebus brunneus населяє різноманітні ліси (від первинних дощових до сухих, піщаних або вторинних, деградованих). Раціон складається, в основному, з м'якоті плодів, листя, комах і насіння. Вони утворюють невеликі територіальні групи, що складається з пари та молоді і вважаються моногамними. Вони займають невелику територію (1,5-30 км²).